# Mircea Cărtărescu
Mircea Cărtărescu (IPA: [ˈmirt͡ʃe̯a kərtəˈresku]) (Bucarest, 1º giugno 1956) è uno scrittore, poeta e saggista rumeno.
Formatosi ed avviatosi sulla scena letteraria rumena in qualità di poeta, Cărtărescu si è successivamente affermato come scrittore postmoderno, influenzato, oltre che dalla ricca tradizione fantastico-mitologica rumena, letteraria e non, dalla sottocultura psichedelica degli anni Sessanta e Settanta, le cui opere sono spesso caratterizzate da costrutti letterari legati a piani più simbolici che narrativi.
Dotato di una poetica assimilabile all'opera di James Joyce, Franz Kafka, Milorad Pavić e, soprattutto, Thomas Pynchon, è stato un autore di spicco della cosiddetta Blue jeans generation, corrente sorta negli anni Ottanta all'interno del panorama letterario romeno. È considerato il maggiore romanziere in lingua romena contemporaneo.

## Biografia

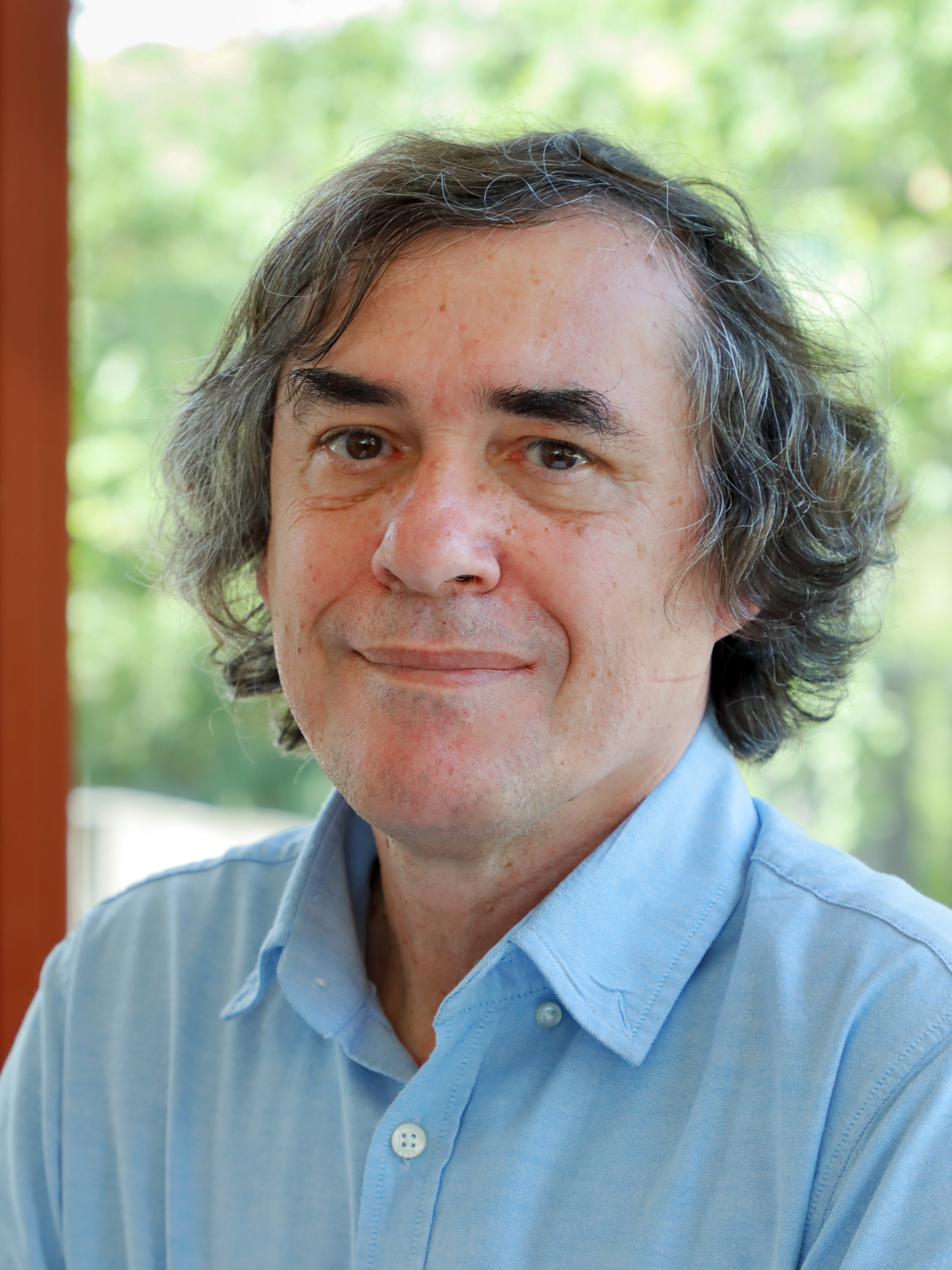
Mircea Cărtărescu (2024)

Laureatosi all'Università di Bucarest in Lingue e in Letteratura nel 1980 (ama soprattutto il francese), ha lavorato come professore in un liceo linguistico e come redattore della casa editrice Caiete Critice (1980-1989). Dal 1991 al 1994 è stato professore di ruolo all'Università di Bucarest; ha insegnato anche ad Amsterdam, nei Paesi Bassi, per un anno. Come scrittore ha esordito nel 1978 con una novella pubblicata sulla rivista România Literară.

## Opere tradotte in italiano

### Poesia
- Il poema dell'acquaio,  traduzione di Bruno Mazzoni, Roma, Nottetempo, 2015 (antologia)

### Narrativa
- Levantul, 1985 (Il Levante, a cura di Bruno Mazzoni, Roma, Voland, 2017)
- Nostalgia, 1993 (Nostalgia, a cura di Bruno Mazzoni, Roma, Voland, 2003; nuova ed. 2012)
- Travesti, 1994 (Travesti, a cura di Bruno Mazzoni, Roma, Voland, 2000)
- De ce iubim femeile, 2004 (Perché amiamo le donne, a cura di Bruno Mazzoni, Roma, Voland, 2008)
- Orbitor. Aripa stângă, 1996 (Abbacinante: l'ala sinistra, a cura di Bruno Mazzoni, Roma, Voland, 2008)
- Orbitor. Corpul, 2002 (Abbacinante: il corpo, a cura di Bruno Mazzoni, Roma, Voland, 2015)
- Orbitor. Aripa dreaptă, 2007 (Abbacinante: L'ala destra, a cura di Bruno Mazzoni Roma, Voland, 2016)
- Solenoid, 2015 (Solenoide, a cura di Bruno Mazzoni, Milano, il Saggiatore, 2020)
- Melancolia, 2019 (Melancolia, a cura di Bruno Mazzoni, Milano, La nave di Teseo, 2022)
- Theodoros, 2022 (Theodoros, a cura di Bruno Mazzoni, Milano, il Saggiatore, 2024)

## Riconoscimenti

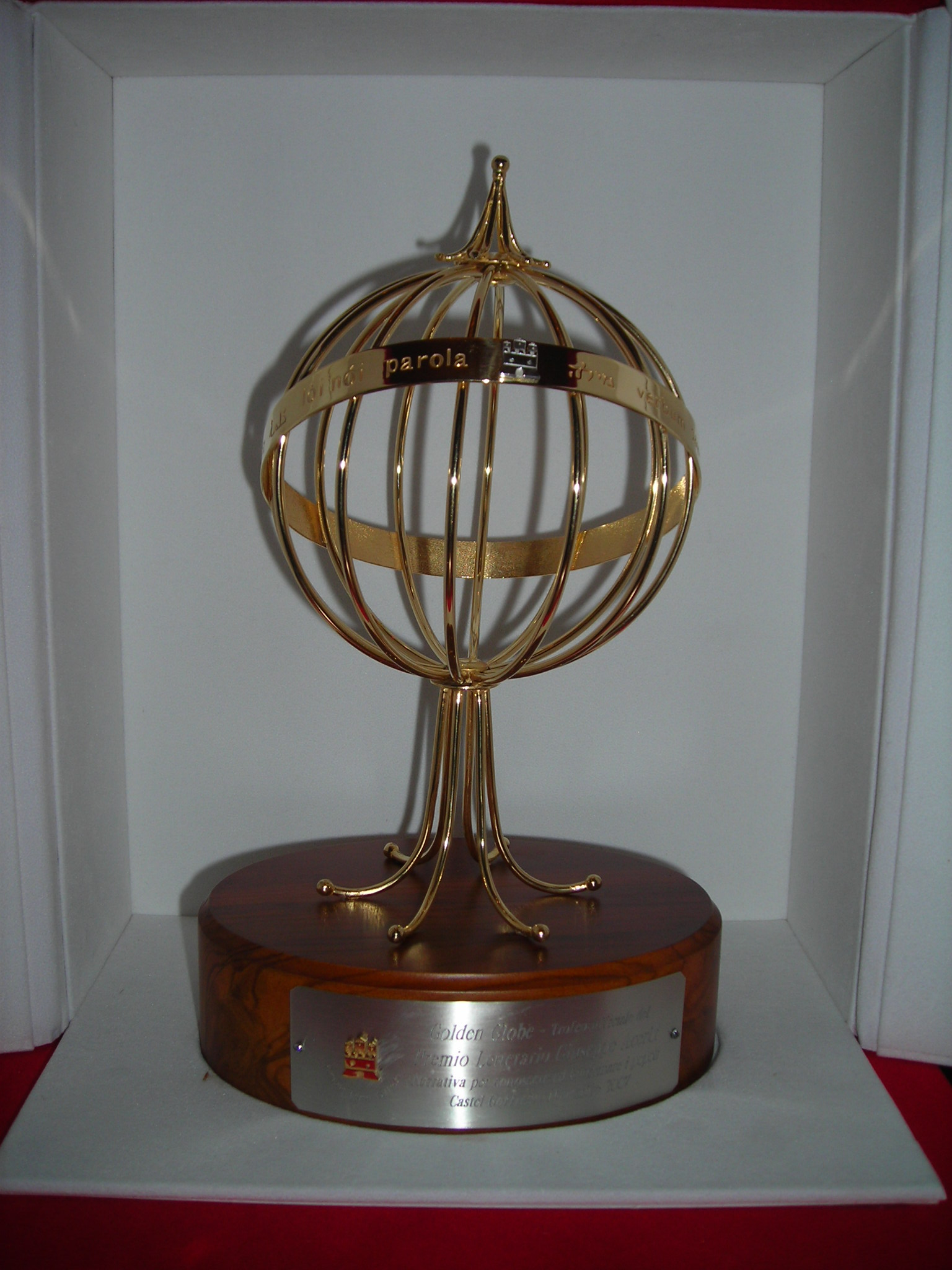
Premio letterario Giuseppe Acerbi.

- 2005 – Premio letterario Giuseppe Acerbi per la raccolta di racconti Nostalgia
- 2012 – Internationaler Literaturpreis, Berlino
- 2013 – Premio Spycher, Svizzera
- 2015 – Premio di Stato per la Letteratura europea, Repubblica austriaca
- 2016 – Premio Gregor von Rezzori per il romanzo Abbacinante
- 2018 – Premio Formentor
- 2022 – Premio FIL di letteratura nelle lingue romanze[6]
- 2024 - International IMPAC Dublin Literary Award per il romanzo Solenoide[7]